# Staufenberg (Nedersaksen)
Staufenberg is een gemeente in de Duitse deelstaat Nedersaksen, en maakt deel uit van het Landkreis Göttingen. De gemeente telde 7.710 inwoners op 31 december 2023. Er is geen bewoonde plaats die Staufenberg heet, maar de gemeente is vernoemd naar de Große en Kleine Staufenberg, twee hoogtes aan de westkant van het Kaufunger Wald en in de zuidhoek van het natuurpark Münden.

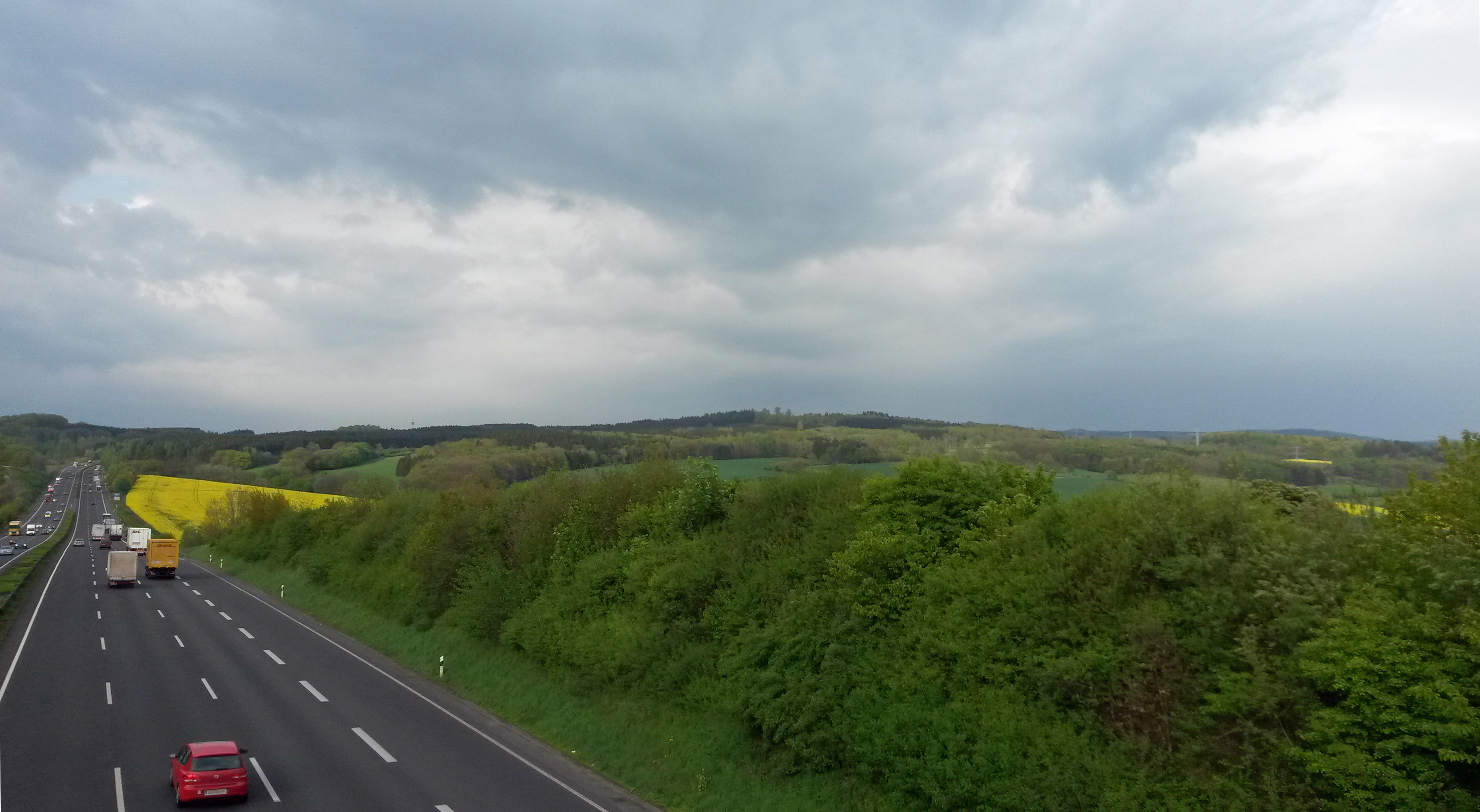
Uitzicht op de Große Staufenberg

## Delen van de gemeente Staufenberg
Staufenberg ontstond bij de gemeentelijke herindeling van 1973. In de nieuwe gemeente, vernoemd naar een berg die centraal binnen de gemeente ligt, zijn de navolgende tot dan toe zelfstandige gemeenten samengevoegd:
- Benterode
- Dahlheim
- Escherode
- Landwehrhagen
- Lutterberg
- Nienhagen
- Sichelnstein
- Speele
- Spiekershausen
- Uschlag

## Geografie
De gemeente grenst in het noorden aan Hann. Münden en in het  zuiden aan o.a. de stad Kassel  in Hessen.
- Gemeinsame Normdatei: 4057035-6
- Library of Congress Control Number: n80155565
- Virtual International Authority File: 123159234

Adelebsen · 
Bad Grund · 
Bad Lauterberg im Harz · 
Bad Sachsa · 
Bilshausen · 
Bodensee · 
Bovenden · 
Bühren · 
Dransfeld · 
Duderstadt · 
Ebergötzen · 
Elbingerode · 
Friedland · 
Gieboldehausen · 
Gleichen · 
Göttingen · 
Hann. Münden · 
Harz (gemeentevrij gebied, Landkreis Göttingen) ·
Hattorf am Harz · 
Herzberg am Harz · 
Hörden am Harz · 
Jühnde · 
Krebeck · 
Landolfshausen · 
Niemetal · 
Obernfeld · 
Osterode am Harz · 
Rhumspringe · 
Rollshausen · 
Rosdorf · 
Rüdershausen · 
Scheden · 
Seeburg · 
Seulingen · 
Staufenberg · 
Waake · 
Walkenried · 
Wollbrandshausen · 
Wollershausen · 
Wulften am Harz